# Ishikawa (Fukushima)
Ishikawa (石川町 Ishikawa-machi?) es un pueblo localizado en la prefectura de Fukushima, Japón. En junio de 2019 tenía una población de 14.775 habitantes y una densidad de población de 128 personas por km². Su área total es de 115,71 km².

## Geografía

### Municipios circundantes
- Prefectura de Fukushima
  - Shirakawa
  - Samegawa
  - Furudono
  - Asakawa
  - Tamakawa
  - Hirata
  - Yabuki
  - Nakajima

## Demografía
Según datos del censo japonés, la población de Ishikawa ha disminuido en los últimos años.
| Año del censo | Población |
| ------------- | --------- |
| 1995          | 21.026    |
| 2000          | 19.914    |
| 2005          | 18.921    |
| 2010          | 17.775    |
| 2015          | 15.880    |